# Dòlar liberià
El dòlar liberià (en anglès Liberian dollar o, simplement, dollar) és la unitat monetària de Libèria. El codi ISO 4217 és LRD i s'abreuja $, o L$ per diferenciar-lo del dòlar dels Estats Units i d'altres tipus de dòlars. Se subdivideix en 100 cents o cèntims.
Quan Libèria va declarar la independència el 1847 va adoptar el dòlar liberià, que va estar en vigor fins al 1907, en què es va introduir la lliura de l'Àfrica Occidental. El 1943 fou substituïda pel dòlar dels Estats Units, fins que el 1960 es tornava a adoptar el dòlar liberià, del qual inicialment només se'n van emetre monedes.
Emès pel Banc Central de Libèria (Central Bank of Liberia), en circulen monedes de 5, 10, 25 i 50 cents i d'1 dòlar, i bitllets de 5, 10, 20, 50 i 100 dòlars.

## Taxes de canvi
- 1 EUR = 215,88 LRD (13 de maig del 2020)
- 1 USD = 198,50 LRD (12 de maig del 2020)